# زالا (رود)
زالا (مجاری: Zala) رودی به طول ۱۳۹ کیلومتر در جنوب غربی مجارستان است که از تپه‌های مرز بین اتریش و اسلوونی سرچشمه می‌گیرد و به دریاچه بالاتون می‌ریزد.